# 杭錦壽
杭錦壽（？—？），蒙古名斯日栋日布，字绍彭，蒙古族，察哈尔盟太仆寺左旗（今内蒙古自治区太仆寺旗）人，中华民国大陆时期政治人物。

## 生平
1902年，杭錦壽任总管，并且创建了草原上首所私立学校“蒙养学堂”。1915年，担任北京的镶黄旗满洲副都统。
1928年7月6日，国民政府内政部建议将热河特别区、察哈尔特别区、绥远特别区均改设行省。7月，尼冠洲和杭锦寿作为察哈尔代表赴南京向国民政府请愿，希望察哈尔部和内蒙古各盟旗实行联合自治，直属国民政府管辖，遭到拒绝。9月17日，国民政府公布了将热河、察哈尔、绥远、青海、西康改为行省的命令。
1929年11月5日，杭錦壽被任命为察哈尔省政府委员，任至1933年8月29日被免职。1935年1月12日，杭錦壽被任命为国民政府立法院第四届立法委员，1939年1月7日被免职。
抗日战争时期，杭錦壽投靠汪精卫政权。1940年4月2日至1945年2月16日，任汪精卫政权立法院立法委员。1944年11月2日，出任汪精卫政权的国民政府政务参赞，任至1945年汪精卫政权倒台。

## 家庭
据《太仆寺左翼－贡宝拉格》志记载，杭錦壽所在的杭锦家族共出过7名总管，一直在此地居住。
- 父：那日图，总管。[1]
- 弟：萨木栋隆日普（1879年－1929年），字诚斋。1915年任总管兼太仆寺左右翼牧群游击队总指挥，为末任总管（1929年）。[1]
  - 约翰·贡布扎布·杭锦（John Gombojab Hangin，1921年4月1日－1989年10月11日），萨木栋隆日普的后裔，美国蒙古学专家。[1]